# The Spokesmen
The Spokesmen was een Amerikaanse popgroep, die bestond uit drie zangers: John Medora, David White en Ray Gilmore. De groep bracht in augustus 1965 zijn eerste single uit, The Dawn of Correction, een antwoordlied op Barry McGuires protestlied Eve of Destruction. De plaat werd een klein hitje, maar de groep bleef een eendagsvlieg. Tussen 1965 en 1967 maakte ze nog een paar platen, die geen succes hadden, waarna de leden er een punt achter zetten.

## Carrière
John Medora (die ook wel schreef onder de naam John(ny) Madara), en David White waren als liedjesschrijvers en componisten een succesvol duo. Samen met Artie Singer schreven ze in 1957 At the hop, dat in de uitvoering van Danny & the Juniors een nummer 1-hit werd in de Verenigde Staten. Andere succesvolle liedjes van het duo waren You Don't Own Me, gezongen door Lesley Gore in 1963, en 1-2-3, gezongen door Len Barry in 1965.
Toen Eve of Destruction uitkwam, schreven ze samen met Ray Gilmore, een diskjockey bij een radiostation in Philadelphia, snel een antwoordlied. Het resultaat was The Dawn of Correction. Ze besloten het zelf op de plaat te zetten en zo ontstonden The Spokesmen. Het nummer bereikte in oktober 1965 een 36e plaats in de Billboard Hot 100.
The Dawn of Correction is een patriottisch lied, dat de noodzaak van vechten tegen de ‘roden’ en de voordelen van de ‘Balance of terror’ tussen de atoommachten Verenigde Staten en Sovjet-Unie bezingt, en stelt dat er toch al heel wat vooruitgang geboekt is, in de VS en daarbuiten. Hoewel  de naam Vietnam in geen van beide liedjes voorkomt, werd Eve of Destruction direct gerangschikt onder de protestliederen over de Vietnamoorlog en The Dawn of Correction onder de liedjes die de oorlog verdedigden. Sommige tv-programma’s waarin The Spokesmen optraden, wilden geen stelling nemen en lieten de groep andere liedjes zingen. John Medora vertelde in 2015 in een interview dat hij later spijt had van de wel erg positieve tekst van het lied, toen hij tot de conclusie was gekomen dat de oorlog in Vietnam uitzichtloos was.
Na The Dawn of Correction was het succes voorbij. De groep maakte nog een lp, die ook The Dawn of Correction heette, en vijf singles. Geen daarvan haalde de hitlijsten, ook niet hun eigen versie van Michelle van The Beatles. In 1967 stopte de groep.

## Discografie

### Album
- 1965: The Dawn of Correction:
  - It Ain’t Fair / Colours / Have Courage, Be Careful / Love Minus Zero/No Limit / Like a Babe / You've Got to Hide Your Love Away / The Dawn of Correction / Down in the Boondocks / Better Days Are Yet to Come / 	There But for Fortune / For You Babe / It Ain't Me Babe

### Singles
- augustus 1965: The Dawn of Correction / For You Babe
- november 1965: It Ain’t Fair / Have Courage, Be Careful
- december 1965: Michelle / Better Days Are Yet to Come
- mei 1966: Today's the Day / Enchante
- november 1966: I Love How You Love Me / Beautiful Girl
- 1967: Flashback / Mary Jane